# Cose di Casa
Cose di Casa è un mensile di arredamento, edito dalla World Servizi Editoriali a partire dal 1996. La rivista è certificata da ADS, accertamenti diffusione stampa., e offre diversi inserti relativi ad argomenti di economia domestica come Casa in fiore.